# Julio dos Santos
Julio Daniel dos Santos Rodríguez (Asunción, Paraguay; 7 de mayo de 1983) es un exfutbolista paraguayo que se desempeñaba en la posición de mediocampista.

## Trayectoria
Inició su trayectoria deportiva en Cerro Porteño de Paraguay, debutando en la Primera División el 7 de abril de 2001. En el año 2005, recibió el reconocimiento como Futbolista Paraguayo del Año, un premio otorgado por el diario ABC Color.
En 2006, dio el salto al fútbol alemán al unirse al Bayern de Múnich, donde compartió el mediocampo con jugadores como Michael Ballack, Bastian Schweinsteiger y Zé Roberto. Sin embargo, tras un intento fallido de fichaje por el equipo español del Cádiz CF, fue cedido al VfL Wolfsburg, donde lució el dorsal 33 y compartió el campo de juego con su compatriota Jonathan Santana bajo la dirección de Felix Magath.
En 2007, se trasladó en calidad de préstamo al recién ascendido a la Primera División de España, Almería, aunque su estadía allí duró solo 6 meses antes de unirse al Grêmio de Porto Alegre, en calidad de cedido.
En mayo de 2008, rescindió su contrato con el Bayern de Múnich y fichó por el Atlético Paranaense de Brasil. Un año después, en mayo, logró el título del Campeonato Paranaense, clasificándolo también a la Copa Sudamericana 2009. En julio, retorna a su club de origen, Cerro Porteño con el cual alcanza las semifinales de la Copa Sudamericana 2009 y las semifinales de la Copa Libertadores 2011.
El 19 de septiembre de 2012, en el torneo de la Copa Sudamericana, Julio dos Santos se enfrentó al equipo venezolano Mineros con su club, Cerro Porteño, en la segunda fase, logrando una victoria por 4-0 que les permitió avanzar a los octavos de final. En este partido, dos Santos disputó su juego número 266 con la camiseta azulgrana, convirtiéndose en el jugador con más partidos en la historia del club. Cerro Porteño llegaría hasta los cuartos de final en esa competición.
En 2013, dos Santos comenzó la temporada con el club Cerro Porteño, participando en la Copa Integración, una competición internacional amistosa. En este torneo, su equipo derrotó a Vélez Sarsfield por 4-2 y al River Plate uruguayo en una tanda de penales (5:3) después de que el partido terminara en empate 1-1, lo que les permitió ganar la Copa. Ese mismo año, logró ganar el Torneo Clausura con Cerro Porteño de manera invicta, aunque en esta ocasión no ejerció como capitán, ya que el entrenador Francisco Arce designó a su compañero Carlos Bonet como capitán.
En 2015, dos Santos se unió al equipo brasileño Vasco da Gama, pero lamentablemente el club descendió durante su estancia.
En 2017, firmó con el Sportivo Luqueño. Antes de hacerlo, rechazó la oportunidad de unirse al Club Olimpia de Asunción, eterno rival de Cerro Porteño. Agradeció al presidente de Olimpia y afirmó que su lealtad a Cerro Porteño le impidió fichar por Olimpia.
En 2019, completó su tercer ciclo en Cerro Porteño, aunque tuvo pocos minutos en el campo. Permaneció allí hasta 2020, cuando rescindió su contrato con el club.
Después de un año sin actividad, en 2022, se convirtió en un nuevo fichaje del Club Presidente Hayes de la Primera División B del fútbol paraguayo.

## Selección nacional
Ha sido internacional con la selección de fútbol de Paraguay.

### Goles en la Selección
| Resultados | Resultados | Resultados | Resultados  | Lugar           | Estadio                                  | Fecha                   | Tipo              | Gol(es) |
| ---------- | ---------- | ---------- | ----------- | --------------- | ---------------------------------------- | ----------------------- | ----------------- | ------- |
| Paraguay   | 1          | 0          | Costa Rica  | Arequipa        | Estadio Universidad Nacional San Agustín | 8 de julio de 2004      | Copa América 2004 | 1 gol   |
| Paraguay   | 2          | 1          | Guatemala   | Los Ángeles     | Los Angeles Memorial Coliseum            | 23 de enero de 2005     | Amistoso          | 1 gol   |
| Paraguay   | 3          | 0          | El Salvador | Ciudad del Este | Estadio Antonio Oddone Sarubbi           | 17 de agosto de 2005    | Amistoso          | 2 goles |
| Paraguay   | 4          | 2          | Togo        | Teherán         | Estadio Azadi                            | 11 de noviembre de 2005 | Amistoso          | 1 gol   |

Para un total de 5 goles

### Participaciones en Copas del Mundo
| Mundial                        | Sede     | Resultado    |
| ------------------------------ | -------- | ------------ |
| Copa Mundial de Fútbol de 2006 | Alemania | Primera fase |

### Participaciones en Copa América
| Copa América      | Sede | Resultado        | Goles |
| ----------------- | ---- | ---------------- | ----- |
| Copa América 2004 | Perú | Cuartos de final | 1     |

## Clubes
| Club                     | País     | Año       |
| ------------------------ | -------- | --------- |
| Cerro Porteño            | Paraguay | 2001-2005 |
| Bayern de Múnich         | Alemania | 2006-2008 |
| VfL Wolfsburg (préstamo) | Alemania | 2007      |
| Almería (préstamo)       | España   | 2007      |
| Grêmio (préstamo)        | Brasil   | 2008      |
| Atlético Paranaense      | Brasil   | 2008-2009 |
| Cerro Porteño            | Paraguay | 2009-2014 |
| Vasco da Gama            | Brasil   | 2015-2017 |
| Sportivo Luqueño         | Paraguay | 2017-2018 |
| Cerro Porteño            | Paraguay | 2019-2021 |
| Presidente Hayes         | Paraguay | 2022      |

## Estadísticas
Datos actualizados al 10 de noviembre de 2019.
| Cerro Porteño Paraguay |               |               |     |    |    |   |    |    |    |     |     |     |
| 1.ª | 2001          | 3             | 0   | -  | -  | - | -  | 1  | 0  | 4   | 0   |     |
| 1.ª | 2002          | 5             | 0   | -  | -  | - | -  | 4  | 0  | 9   | 0   |     |
| 1.ª | 2003          | 22            | 4   | -  | -  | - | -  | 1  | 0  | 23  | 4   |     |
| 1.ª | 2004          | 33            | 15  | -  | -  | - | -  | 6  | 1  | 39  | 16  |     |
| 1.ª | 2005          | 28            | 9   | -  | -  | - | -  | 14 | 4  | 42  | 13  |     |
| 1.ª | C-2009        | 16            | 3   | -  | -  | - | -  | 7  | 2  | 23  | 5   |     |
| 1.ª | A-2010        | 19            | 6   | -  | -  | - | -  | 5  | 1  | 24  | 7   |     |
| 1.ª | C-2010        | 19            | 1   | -  | -  | - | -  | 2  | 1  | 21  | 2   |     |
| 1.ª | A-2011        | 14            | 1   | -  | -  | - | -  | 10 | 1  | 24  | 2   |     |
| 1.ª | C-2011        | 21            | 5   | -  | -  | - | -  | -  | -  | 21  | 5   |     |
| 1.ª | A-2012        | 22            | 3   | -  | -  | - | -  | -  | -  | 22  | 3   |     |
| 1.ª | C-2012        | 18            | 2   | -  | -  | - | -  | 8  | 3  | 26  | 5   |     |
| 1.ª | A-2013        | 19            | 5   | -  | -  | - | -  | 5  | 0  | 24  | 5   |     |
| 1.ª | C-2013        | 19            | 2   | -  | -  | - | -  | 2  | 0  | 21  | 2   |     |
| 1.ª | A-2014        | 13            | 6   | -  | -  | - | -  | 8  | 5  | 21  | 11  |     |
| 1.ª | C-2014        | 20            | 7   | -  | -  | - | -  | 8  | 1  | 28  | 8   |     |
| 1.ª | A-2019        | 2             | 0   | -  | -  | - | -  | 1  | 0  | 3   | 0   |     |
| 1.ª | C-2019        | 1             | 0   | -  | -  | - | -  | -  | -  | 1   | 0   |     |
| Total club | Total club    | 294           | 69  | 0  | 0  | 0 | 0  | 81 | 19 | 375 | 88  |     |
| Bayern de Múnich II · Alemania |               |               |     |    |    |   |    |    |    |     |     |     |
| 3.ª | 2006          | 3             | 2   | -  | -  | - | -  | -  | -  | 3   | 2   |     |
| Total club | Total club    | 3             | 2   | 0  | 0  | 0 | 0  | 0  | 0  | 3   | 2   |     |
| Bayern de Múnich · Alemania |               |               |     |    |    |   |    |    |    |     |     |     |
| 1.ª | 2006          | 1             | 0   | -  | -  | 1 | 0  | -  | -  | 2   | 0   |     |
| 1.ª | 2006-07       | 4             | 0   | -  | -  | 2 | 0  | 2  | 0  | 8   | 0   |     |
| Total club | Total club    | 5             | 0   | 0  | 0  | 3 | 0  | 2  | 0  | 10  | 0   |     |
| Grêmio · Brasil |               |               |     |    |    |   |    |    |    |     |     |     |
| 1.ª | 2008          | -             | -   | 1  | 0  | - | -  | -  | -  | 1   | 0   |     |
| Total club | Total club    | 0             | 0   | 1  | 0  | 0 | 0  | 0  | 0  | 1   | 0   |     |
| Athletico Paranaense · Brasil |               |               |     |    |    |   |    |    |    |     |     |     |
| 1.ª | 2008          | 18            | 1   | -  | -  | - | -  | 2  | 0  | 20  | 1   |     |
| 1.ª | 2009          | 3             | 0   | -  | -  | 3 | 0  | -  | -  | 6   | 0   |     |
| Total club | Total club    | 21            | 1   | 0  | 0  | 3 | 0  | 2  | 0  | 26  | 1   |     |
| Vasco da Gama · Brasil |               |               |     |    |    |   |    |    |    |     |     |     |
| 1.ª | 2015          | 26            | 0   | 20 | 0  | 5 | 0  | -  | -  | 51  | 0   |     |
| 2.ª | 2016          | 15            | 0   | 17 | 0  | 2 | 0  | -  | -  | 34  | 0   |     |
| 1.ª | 2017          | -             | -   | 6  | 0  | - | -  | -  | -  | 6   | 0   |     |
| Total club | Total club    | 41            | 0   | 43 | 0  | 7 | 0  | 0  | 0  | 100 | 0   |     |
| Sportivo Luqueño Paraguay |               |               |     |    |    |   |    |    |    |     |     |     |
| 1.ª | C-2017        | 21            | 5   | -  | -  | - | -  | -  | -  | 21  | 5   |     |
| 1.ª | A-2018        | 15            | 4   | -  | -  | - | -  | 2  | 0  | 17  | 4   |     |
| Total club | Total club    | 36            | 9   | 0  | 0  | 0 | 0  | 2  | 0  | 38  | 11  |     |
| Total carrera | Total carrera | Total carrera | 400 | 81 | 44 | 0 | 13 | 0  | 87 | 19  | 544 | 100 |
| (1) Incluye datos del Campeonato Gaúcho (2007); Campeonato Carioca (2015, 2016, 2017). (2) Incluye datos de la Copa de la Liga de Alemania (2006, 2007); Copa de Alemania (2006-07); Copa de Brasil (2009, 2015, 2016). (3) Incluye datos de la Copa Mercosur (2001); Copa Libertadores (2002, 2003, 2005, 2010, 2011, 2013, 2014); Copa Sudamericana (2002, 2004, 2005, 2008, 2009, 2010, 2012, 2013, 2014, 2018, 2019); Liga de Campeones de la UEFA (2006-07). (4) No se consideran goles en encuentros amistosos. |               |               |     |    |    |   |    |    |    |     |     |     |

### Selección
| Selección      | Año            | Amistosos | Amistosos | Eliminatorias Mundialistas | Eliminatorias Mundialistas | Copa América | Copa América | Copa Mundial | Copa Mundial | Total | Total |
| Selección      | Año            | PJ        | G         | PJ                         | G                          | PJ           | G            | PJ           | G            | PJ    | G     |
| -------------- | -------------- | --------- | --------- | -------------------------- | -------------------------- | ------------ | ------------ | ------------ | ------------ | ----- | ----- |
| Absoluta       | 2004           | 1         | 0         | 1                          | 0                          | 4            | 1            | --           | --           | 6     | 1     |
| Absoluta       | 2005           | 4         | 3         | 3                          | 0                          | --           | --           | --           | --           | 7     | 3     |
| Absoluta       | 2006           | 4         | 0         | --                         | --                         | --           | --           | 2            | 0            | 6     | 0     |
| Absoluta       | 2007           | 3         | 0         | --                         | --                         | 1            | 0            | --           | --           | 4     | 0     |
| Absoluta       | 2011           | 1         | 0         | 2                          | 0                          | --           | --           | --           | --           | 3     | 0     |
| Absoluta       | 2012           | 1         | 0         | 3                          | 0                          | --           | --           | --           | --           | 4     | 0     |
| Absoluta       | 2013           | 1         | 0         | 1                          | 0                          | --           | --           | --           | --           | 2     | 0     |
| Absoluta       | 2014           | 1         | 0         | --                         | --                         | --           | --           | --           | --           | 1     | 0     |
| Absoluta       | Total          | 16        | 3         | 10                         | 0                          | 5            | 1            | 2            | 0            | 33    | 4     |
| Total Paraguay | Total Paraguay | 16        | 3         | 10                         | 0                          | 5            | 1            | 2            | 0            | 33    | 4     |

### Goles en la Copa Libertadores
| Resultados    | Resultados | Resultados | Resultados          | Lugar     | Estadio                     | Fecha                 | Temporada | Gol(es) |
| ------------- | ---------- | ---------- | ------------------- | --------- | --------------------------- | --------------------- | --------- | ------- |
| Cerro Porteño | 1          | 2          | Atlético Paranaense | Curitiba  | Arena de Baixada            | 19 de mayo de 2005    | 2005      | 1 gol   |
| Cerro Porteño | 2          | 1          | Atlético Paranaense | Asunción  | Estadio General Pablo Rojas | 26 de mayo de 2005    | 2005      | 1 gol   |
| Cerro Porteño | 1          | 2          | Corinthians         | São Paulo | Estadio Pacaembú            | 1 de abril de 2010    | 2010      | 1 gol   |
| Cerro Porteño | 5          | 2          | Colo Colo           | Asunción  | Estadio General Pablo Rojas | 17 de febrero de 2011 | 2011      | 1 gol   |
| Cerro Porteño | 3          | 1          | Lanús               | Asunción  | Estadio General Pablo Rojas | 26 de febrero de 2014 | 2014      | 2 goles |
| Cerro Porteño | 2          | 2          | O'Higgins           | Santiago  | Estadio Monumental          | 13 de marzo de 2014   | 2014      | 1 gol   |
| Cerro Porteño | 2          | 1          | O'Higgins           | Asunción  | Estadio General Pablo Rojas | 20 de marzo de 2014   | 2014      | 1 gol   |
| Cerro Porteño | 3          | 2          | Deportivo Cali      | Asunción  | Estadio General Pablo Rojas | 8 de abril de 2014    | 2014      | 1 gol   |

Para un total de 9 goles.
- Goleador de la Copa Libertadores 2014 con 5 goles.

### Goles en la Copa Sudamericana
| Resultados    | Resultados | Resultados | Resultados        | Lugar        | Estadio                      | Fecha                    | Temporada | Gol(es) |
| ------------- | ---------- | ---------- | ----------------- | ------------ | ---------------------------- | ------------------------ | --------- | ------- |
| Cerro Porteño | 3          | 1          | Peñarol           | Montevideo   | Estadio Centenario           | 7 de octubre de 2004     | 2004      | 1 gol   |
| Cerro Porteño | 1          | 2          | Guaraní           | Asunción     | Estadio General Pablo Rojas  | 23 de agosto de 2005     | 2005      | 1 gol   |
| Cerro Porteño | 1          | 1          | Defensor Sporting | Montevideo   | Estadio Centenario           | 6 de septiembre de 2005  | 2005      | 1 gol   |
| Cerro Porteño | 2          | 1          | La Paz            | La Paz       | Estadio Hernando Siles       | 20 de agosto de 2009     | 2009      | 1 gol   |
| Cerro Porteño | 2          | 0          | Goiás             | Asunción     | Estadio General Pablo Rojas  | 24 de septiembre de 2009 | 2009      | 1 gol   |
| Cerro Porteño | 2          | 2          | Univ. de Sucre    | Asunción     | Estadio Defensores del Chaco | 21 de septiembre de 2010 | 2010      | 1 gol   |
| Cerro Porteño | 2          | 2          | Mineros           | Puerto Ordaz | Estadio Cachamay             | 29 de agosto de 2012     | 2012      | 1 gol   |
| Cerro Porteño | 2          | 1          | Colón             | Asunción     | Estadio General Pablo Rojas  | 23 de octubre de 2012    | 2012      | 1 gol   |
| Cerro Porteño | 2          | 0          | Rentistas         | Montevideo   | Estadio Luis Franzini        | 19 de agosto de 2014     | 2014      | 1 gol   |

Para un total de 9 goles.

## Palmarés

### Campeonatos nacionales
| Título               | Club             | País     | Año  |
| -------------------- | ---------------- | -------- | ---- |
| Campeonato Paraguayo | Cerro Porteño    | Paraguay | 2001 |
| Campeonato Paraguayo | Cerro Porteño    | Paraguay | 2004 |
| Campeonato Paraguayo | Cerro Porteño    | Paraguay | 2005 |
| Bundesliga           | Bayern de Múnich | Alemania | 2006 |
| Copa de Alemania     | Bayern de Múnich | Alemania | 2006 |
| Torneo Apertura      | Cerro Porteño    | Paraguay | 2012 |
| Torneo Clausura      | Cerro Porteño    | Paraguay | 2013 |
| Torneo Apertura      | Cerro Porteño    | Paraguay | 2020 |

### Distinciones individuales
| Distinción                   | Otorgada por | Año  |
| ---------------------------- | ------------ | ---- |
| Futbolista Paraguayo del Año | ABC Color    | 2005 |